# Île de Raymond
L’île de Raymond, autrefois île Raimon, est une ancienne île de la Garonne située sur les communes de Paillet et de Rions appartenant à la communauté de communes Convergences Garonne dans la région naturelle de l'Entre-deux-Mers en Gironde, département français de la région Aquitaine.

## Localisation
L'île était située au nord d'un archipel complété par les îles du Grand Bern et de l'île du Tassin entre autres. Ces trois îles sont aujourd'hui agglutinées et adossées à la rive droite du fleuve. Le bras de Garonne qui l'en sépare a la taille d'un ruisseau, appelé la Petite Rivière ou Canal de Rions.

## Historique
Dans les années 1830, le dragage du canal de Rions a conduit à l’assèchement des différents chenaux séparant les îles qui se sont ainsi assemblées.
C'est en janvier 2009 que la communauté de communes du Vallon de l'Artolie décide de racheter l'île de Raymond, alors en vente, afin de valoriser son grand intérêt écologique, dans une perspective de protection de la biodiversité, entretien par pâturage, tourisme vert et animations pédagogiques.

## Caractéristiques
Cette zone humide de 44,70 hectares est composée de prairies où paissent des moutons, d'une friche et d'une aubarède au nord ; elle est entourée d'une ceinture boisée. Au sud, les anciennes îles du Grand Bern et du Tassin sont plantées de vignes.

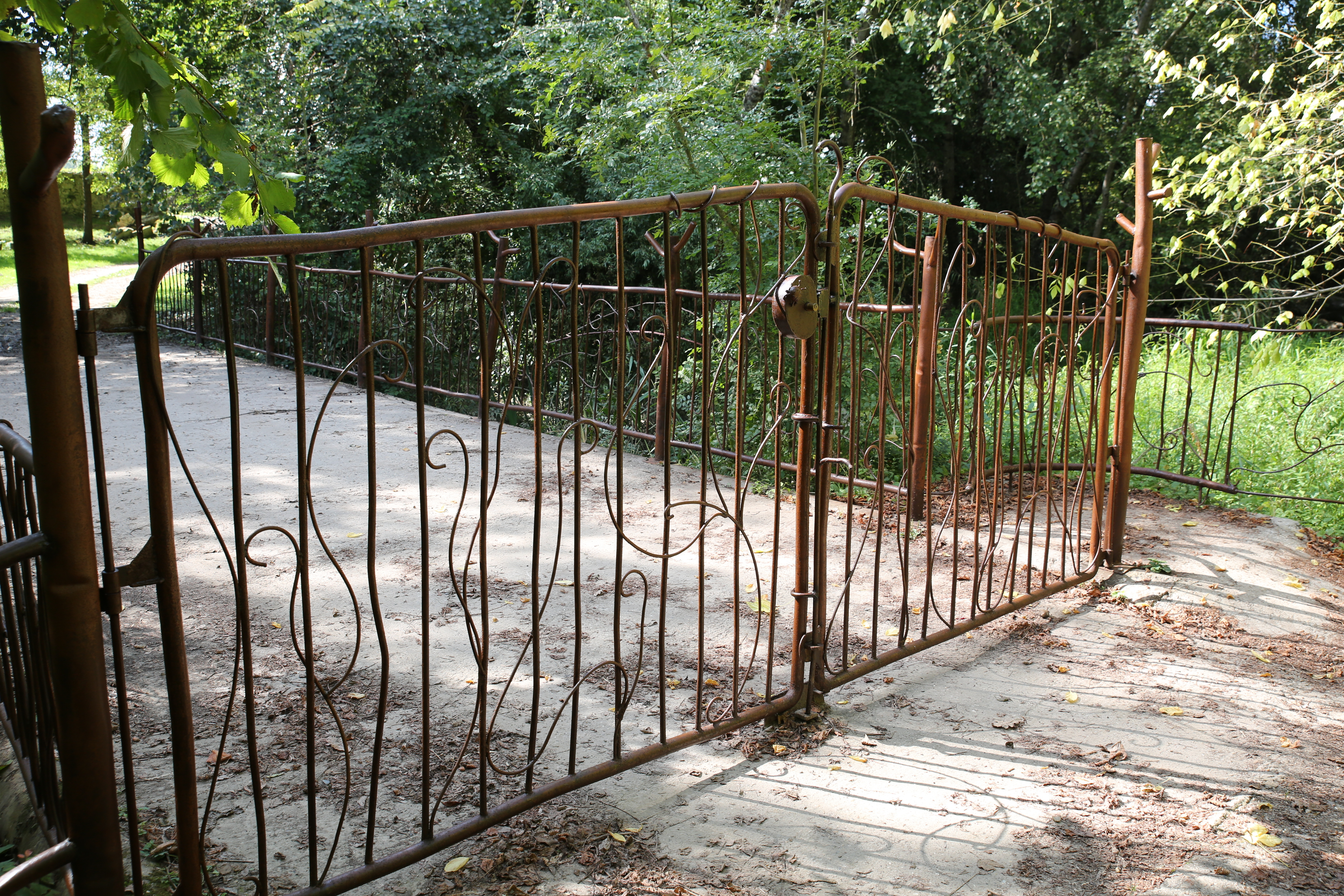
Portail et pont d'accès
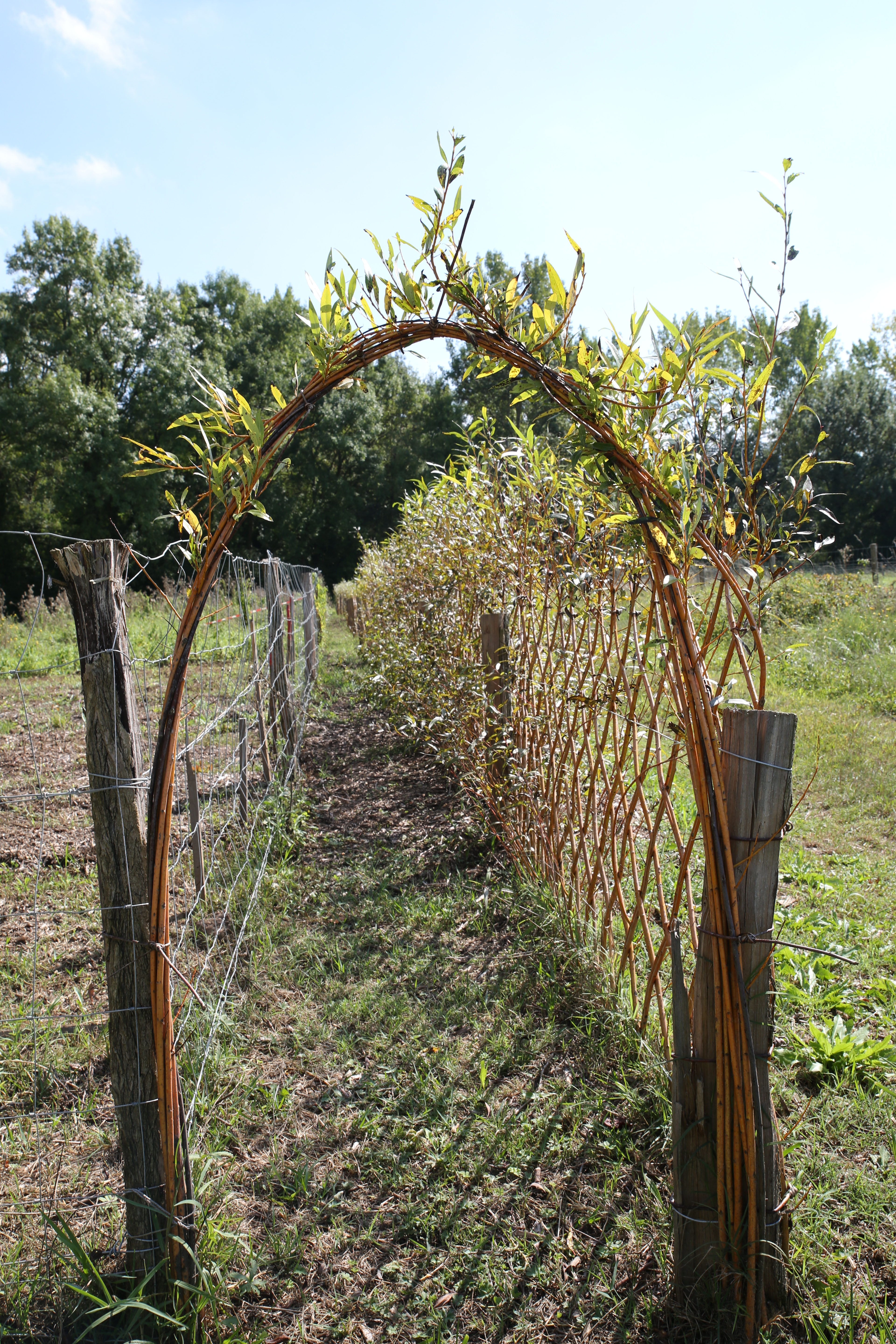
Treille en osier
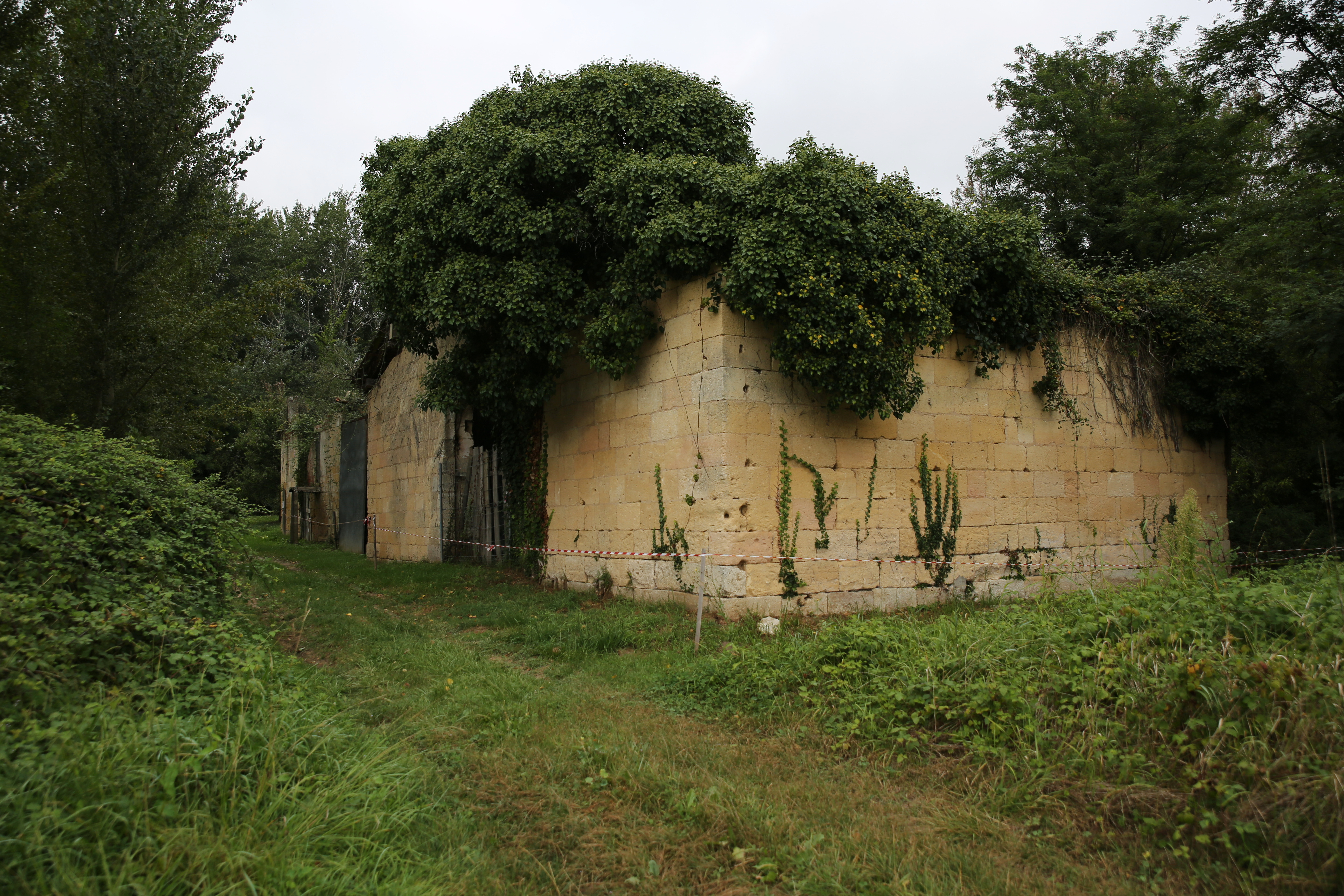
Ruine de l'ancienne ferme

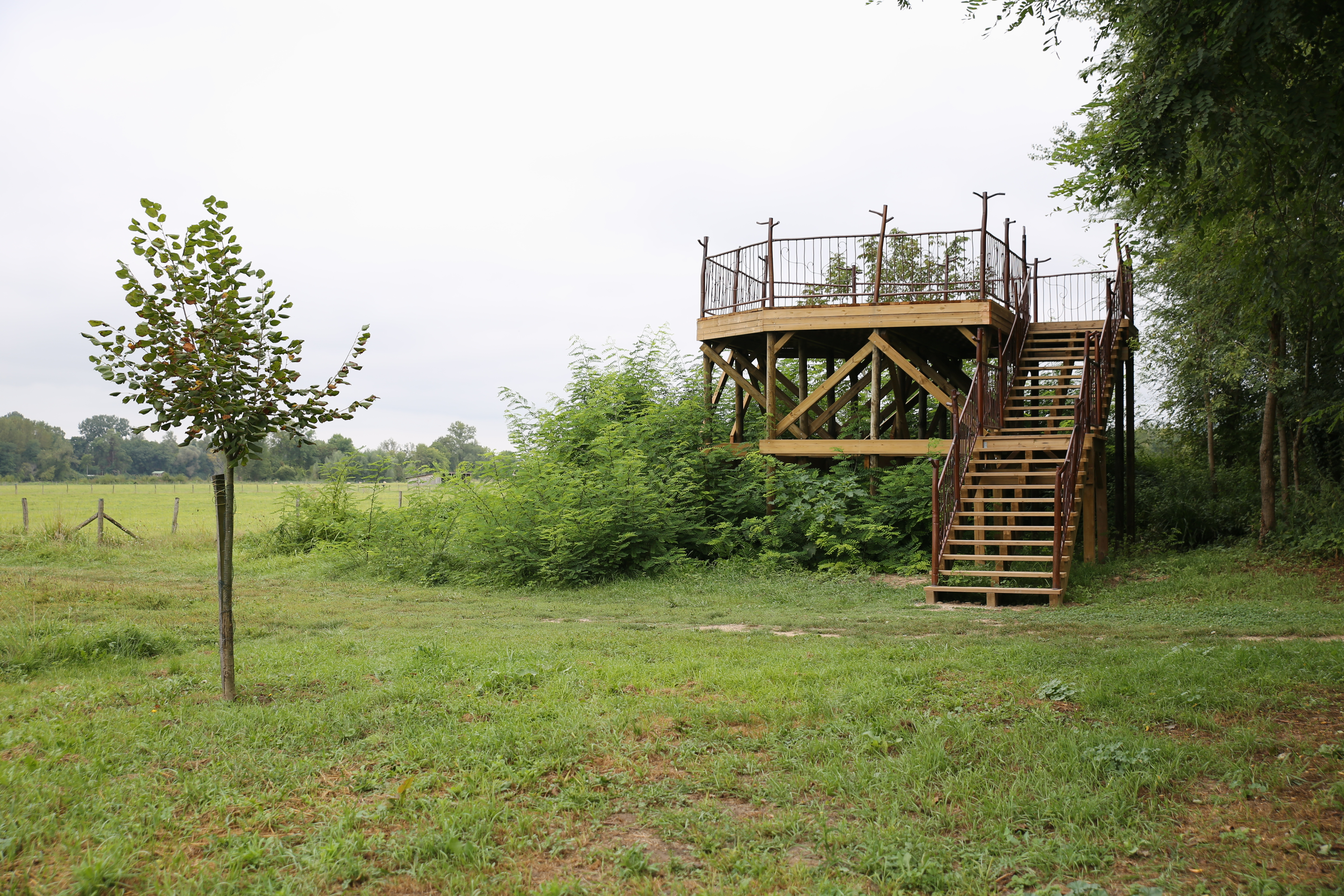
Plateforme d'observation
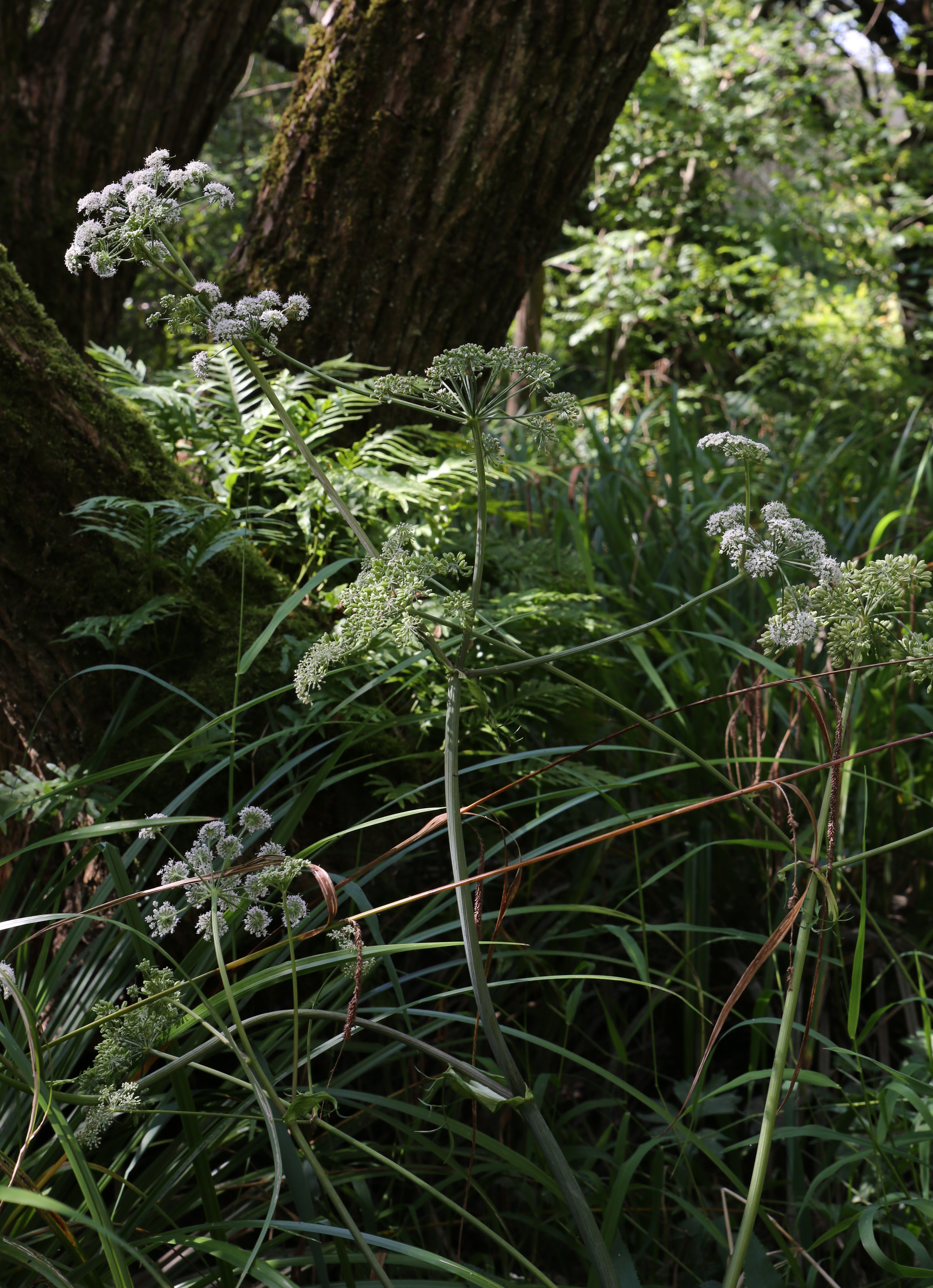
Angélique des estuaires
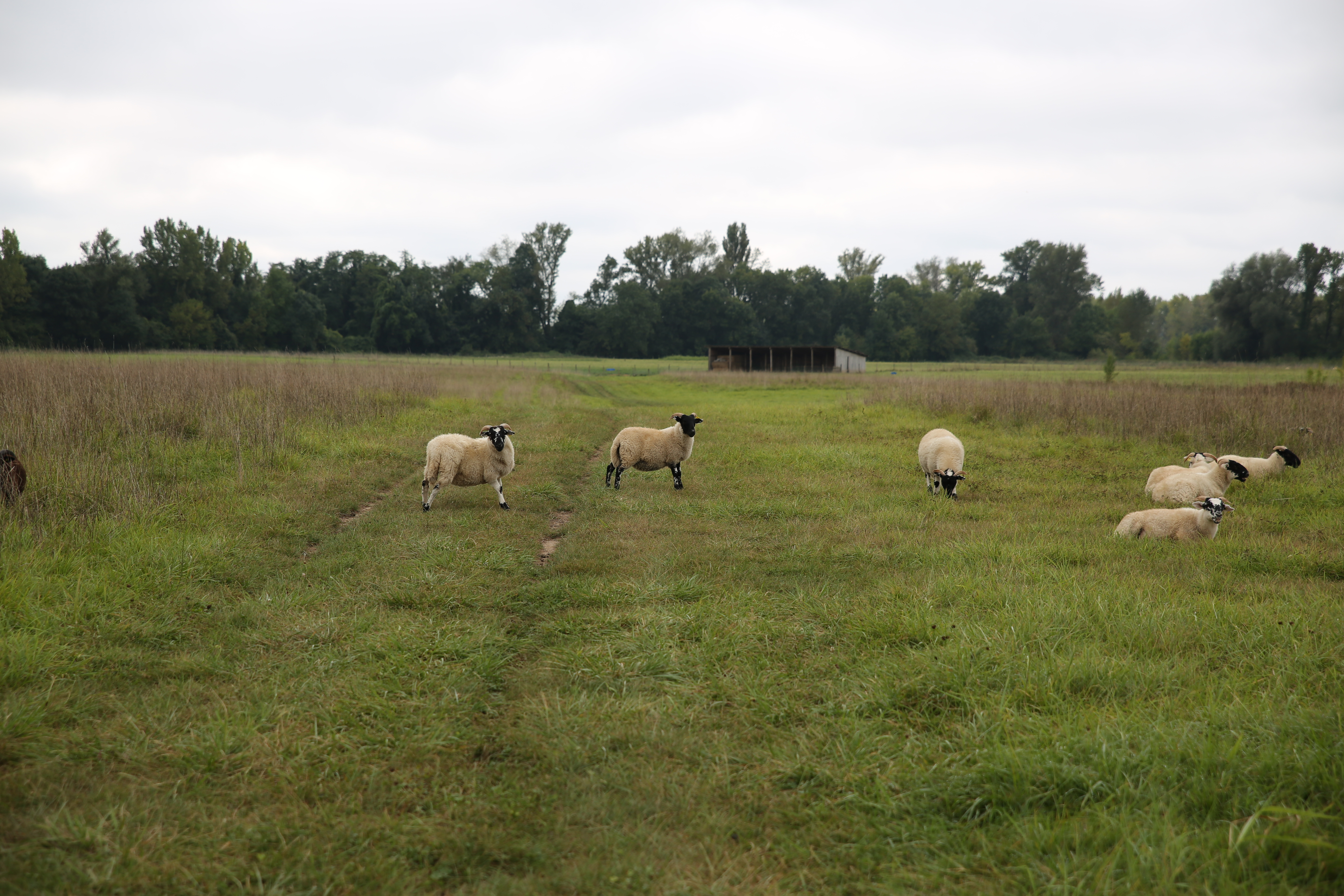
Pâture